# Oceanisch kampioenschap voetbal vrouwen
Het Oceanisch kampioenschap voetbal voor vrouwen is een vrouwenvoetbaltoernooi, vergelijkbaar met het kampioenschap voor mannen en het EK voetbal voor vrouwen, dat in 1983 van start ging. De eerste drie edities vonden om de drie jaar plaats. Omdat de OFC besloot dat het toernooi voortaan tevens ging gelden als het OFC-kwalificatietoernooi voor het WK voetbal voor vrouwen dat in 1991 zijn eerste editie beleefde werd het een vierjaarlijks toernooi (in 1994 en 1998 een jaar eerder gespeeld dan het jaar van het WK).

## Erelijst
| Jaar | Gastland            |  | Goud                | Zilver              | Brons               |
| ---- | ------------------- |  | ------------------- | ------------------- | ------------------- |
| 1983 | Nieuw-Caledonië     |  | Nieuw-Zeeland       | Australië           | Nieuw-Caledonië     |
| 1986 | Nieuw-Zeeland       |  | Chinees Taipei      | Australië           | Nieuw-Zeeland       |
| 1989 | Australië           |  | Chinees Taipei      | Nieuw-Zeeland       | Australië           |
| 1991 | Australië           |  | Nieuw-Zeeland       | Australië           | Papoea-Nieuw-Guinea |
| 1994 | Papoea-Nieuw-Guinea |  | Australië           | Nieuw-Zeeland       | Papoea-Nieuw-Guinea |
| 1998 | Nieuw-Zeeland       |  | Australië           | Nieuw-Zeeland       | Papoea-Nieuw-Guinea |
| 2003 | Australië           |  | Australië           | Nieuw-Zeeland       | Papoea-Nieuw-Guinea |
| 2007 | Papoea-Nieuw-Guinea |  | Nieuw-Zeeland       | Papoea-Nieuw-Guinea | Tonga               |
| 2010 | Nieuw-Zeeland       |  | Nieuw-Zeeland       | Papoea-Nieuw-Guinea | Cookeilanden        |
| 2014 | Papoea-Nieuw-Guinea |  | Nieuw-Zeeland       | Papoea-Nieuw-Guinea | Cookeilanden        |
| 2018 | Nieuw-Caledonië     |  | Nieuw-Zeeland       | Fiji                | Papoea-Nieuw-Guinea |
| 2022 | Fiji                |  | Papoea-Nieuw-Guinea | Fiji                | Salomonseilanden    |

## Medaillespiegel
| Plaats | Land                | Goud | Zilver | Brons | Totaal |
| 1      | Nieuw-Zeeland       | 6    | 4      | 1     | 11     |
| 2      | Australië           | 3    | 3      | 1     | 7      |
| 3      | Chinees Taipei      | 2    | 0      | 0     | 2      |
| 4      | Papoea-Nieuw-Guinea | 1    | 3      | 5     | 9      |
| 5      | Fiji                | 0    | 2      | 0     | 2      |
| 6      | Cookeilanden        | 0    | 0      | 2     | 2      |
| 7      | Nieuw-Caledonië     | 0    | 0      | 1     | 1      |
| 7      | Tonga               | 0    | 0      | 1     | 1      |
| 7      | Salomonseilanden    | 0    | 0      | 1     | 1      |
| Totaal | Totaal              | 12   | 12     | 12    | 36     |